# Ли Цзопэн
Ли Цзопэ́н (кит. трад. 李作鵬, упр. 李作鹏, пиньинь Lǐ Zuòpéng; 24 апреля 1914 — 3 января 2009) — китайский военачальник, сподвижник маршала Линь Бяо. Адмирал ВМС НОАК, член Политбюро ЦК КПК. Участник японо-китайской и китайской гражданской войн. Возглавлял политический аппарат военно-морского флота КНР. Был осуждён за причастность к заговору Линь Бяо.

## В японо-китайской и гражданской войнах
Родился в крестьянской семье в уезде Цзиань (сейчас это место находится на территории района Цинъюань городского округа Цзиань) провинции Цзянси. В 16-летнем возрасте примкнул к китайской Красной армии. Служил на различных канцелярских и штабных должностях НОАК. С 1932 — член КПК.
В период японо-китайской войны Ли Цзопэн служил в штабе 115-й дивизии 8-й армии под командованием Линь Бяо. Быстро выдвинулся в ближайшие сподвижники Линь Бяо, замещал его во время отлучек. В марте 1943 возглавил штаб НОАК в провинции Шаньдун.
В одном из боёв августа 1939 Ли Цзопэн попал под японскую газовую атаку и потерял правый глаз. С тех пор носил тёмные защитные очки.
В период гражданской войны Ли Цзопэн служил в Северо-Восточной НОА. Участвовал в Осеннем наступлении 1947, взятии Сыпина, Битве за Цзиньчжоу. Сохранял тесную связь с Линь Бяо.

## В командовании НОАК

### Должности в армии и флоте
После образования КНР Ли Цзопэн остался в командовании НОАК. Весной 1950 он был одним из организаторов военно-морского десанта НОАК на Хайнань, завершившейся взятием острова. После этого был повышен до командования корпусом.
В 1951—1955 Ли Цзопэн получил военное образование. С 1957 по 1962 возглавлял систему военного обучения в министерстве обороны КНР и Генеральном штабе НОАК. В июне 1962 поступил на службу в военно-морской флот КНР. С 1963 в звании адмирала был назначен политкомиссаром Военно-морских сил НОАК и секретарём флотской парторганизации КПК.
В период Культурной революции над Ли Цзопэном нависла угроза репрессий, однако он сумел её избежать благодаря покровительству Линь Бяо. Поддерживал Линь Бяо в противоборстве с Ло Жуйцином и Е Цзяньином. Участвовал в репрессиях во флоте. Наряду с генералами Хуан Юншэном, У Фасянем, Цю Хуэйцзо принадлежал к ближайшему военному окружению Линь Бяо. С 1969 по 1973 Ли Цзопэн был членом Политбюро ЦК КПК.

### Арест и суд по «делу Линь Бяо»
Осенью 1971 органами безопасности был разоблачён заговор Линь Бяо. Маршал погиб в авиакатастрофе при попытке бежать в СССР. Ли Цзопэн был арестован в числе других сторонников Линь Бяо. Два года спустя официально смещён со всех военных и партийных постов и исключён из КПК.
В ноябре 1980 в Пекине начался процесс «над контрреволюционными группировками Линь Бяо и Цзян Цин». Перед судом предстали члены Банды четырёх, Чэнь Бода и пятеро высокопоставленных военных — Хуан Юншэн, У Фасянь, Ли Цзопэн, Цю Хуэйцзо и Цзян Тэнцзяо. Особенность процесса заключалась в том, что «группировка Линь Бяо» и «группировка Цзян Цин» при жизни Мао Цзэдуна яростно враждовали.
Все подсудимые были признаны виновными и приговорены к смертной казни, пожизненному заключению либо длительным тюремным срокам. Ли Цзопэн получил 17 лет тюрьмы.

## Последние годы
Несколько лет спустя он был досрочно освобождён и поселился в Тайюане. Жил под псевдонимом, старался не показываться публике, поскольку легко узнавался по широко известным тёмным очкам. Занимался каллиграфией, размышлял о военно-морской стратегии. Написал две книги мемуаров — «Память о поле боя» и «Портрет героя. Я знал Линь Бяо» (вторая книга издана в Гонконге в 2011).
Ли Цзопэн был женат, имел сына и трёх дочерей.
Скончался Ли Цзопэн в Пекине на 95-м году жизни.